# Stadio na Topčiderska zvezda
Lo Stadio na Topčiderska Zvezda (in serbo стадион на Топчидерској звезди?, Stadion na Topčiderskoj Zvezdi) è uno stadio di calcio di Belgrado che ospita le partite del FK Grafičar. Si trova nel quartiere di Careva Ćuprija, all'interno del parco Topčider, in Vase Pelagića 31.

## Storia
Club girovago fin dalla nascita, datata 1922, il Grafičar avverte la necessità di una sede stabile dopo la rifondazione stabile, alla fine della Seconda Guerra Mondiale, nel 1945. Viene scelto un terreno nel quartiere di Careva Ćupria, tra l'ippodromo e il monastero di Vavedenje, nel parco di Topčider e lo stadio costruito lì.
Le esigenze della squadra restano immutate fino al termine della stagione 1974-1975, conclusa con la promozione in Srpska Liga, che rende necessaria la ristrutturazione dell'impianto. Il nuovo stadio viene inaugurato il 23 luglio 1975 da un ospite prestigioso, la Stella Rossa di Dragan Džajić e Vladimir Petrović. Per la cronaca, la partita termina 0-8 in un clima di festa, festa che viene ripetuta un mese dopo con la visita del Partizan. Entrambe le partite si giocano davanti a 3.000 spettatori, massimo della capienza dell'impianto.
Nel 2015 il club viene rilevato dall'attuale proprietà, si lega alla Stella Rossa ed inizia una rapida ascesa che lo porta a vincere il campionato di Srpska Liga nel 2018-2019 e salire per la prima volta in Prva Liga Srbija, campionato dove compete tuttora.
In questa stagione 2021-2022 il FK Grafičar gioca le sue partite interne sul campo B dello stadio Rajko Mitić, casa della Stella Rossa, perché il suo stadio è oggetto di una ristrutturazione che, oltre alla posa di un nuovo terreno in erba sintetica, porterà la capienza totale a 3.500 spettatori.